# Důl Antonín (Moravská Ostrava)
Důl Antonín byl černouhelný důl v Moravské Ostravě.

## Historie
V blízkosti městské Vítkovické brány byla v roce 1846 založena jáma Antonín. Zakladatelem dolu byl Salomon Mayer von Rothschild (1774–1855). Propůjčka čtyř důlních měr byla udělena na základě prokazatelného nálezu uhlí 22. března 1852 pod názvem Anselm I, II, IV a V. Jáma byla hloubena jako víceúčelová a v roce 1864 byla hluboká 193,4 m. Protože hloubení jámy provázely velké potíže, zejména pro značné přítoky vody, nepodařilo se uvést jámu do těžebního provozu. V roce 1864 byla jáma přiřazena k důlnímu poli Karolina jako pomocná jáma. Využívána byla k čerpání důlní vody a jako větrní jáma pro sousední doly Karolina a Šalamoun. Ve stejném roce byla jáma vybavena dvěma ventilátory soustavy Rittinger o výkonu 250 až 500 m3/min., které byly poháněné parním strojem o výkonu 6 HP. V roce 1878 byla uvedena do provozu výkonnější větrní jáma na dole Karolina a jámě Antonín byl provoz ukončen. V roce 1879 došlo k zasypání jámy a zbourání všech objektů dolu. V roce 1899 byla zasypána propadlina, která vznikla kolem jámy, kamenem z odvalu na Černé louce. V roce 1907 byla jáma uzavřena betonovou deskou. V roce 1997 bylo provedeno nové zabezpečení jámy, vztyčen odvětrávací komínek pro odvádění metanu. Místo jámy Antonín je před divadlem Antonína Dvořáka na Smetanově náměstí vymezeno ozdobným plotem a informační deskou.

### Těžba uhlí
Byly dosaženy sloje jakloveckých vrstev ostravského souvrství.

### Údaje o dolu Antonín[2]
| Druh jámy         | Založení | Hloubka [m] | Těžba                | Vytěženo             | Likvidace | Dobývací pole [ha] | Poznámka        |
| ----------------- | -------- | ----------- | -------------------- | -------------------- | --------- | ------------------ | --------------- |
| otvírková, větrní | 1846     | 193         | důl v otvírkové fázi | důl v otvírkové fázi | 1884      | 38,2               | 1 jáma, 3 patra |